# Reverie (Ben Platt)
Reverie è il secondo album in studio del cantante e attore statunitense Ben Platt, pubblicato nel 2021.

## Tracce
1. King of the World, Pt. 1 – 1:06
2. Childhood Bedroom – 3:17
3. Happy to Be Sad – 4:24
4. I Wanna Love You But I Don't – 3:24
5. Leave My Mind – 3:18
6. Dance with You – 3:19
7. King of the World, Pt. 2 – 1:24
8. Carefully – 4:45
9. Chasing You – 3:02
10. Come Back – 3:36
11. Dark Times – 4:06
12. Imagine – 2:44
13. King of the World, Pt. 3 – 1:30

## Classifiche
| Classifica (2021) | Posizione massima |
| ----------------- | ----------------- |
| Belgio (Fiandre)  | 160               |
| Regno Unito       | 32                |
| Stati Uniti       | 84                |
| Ungheria          | 36                |